# Safety Harbor
Safety Harbor är en stad (city) i Pinellas County, i delstaten Florida, USA. Enligt United States Census Bureau har staden en folkmängd på 16 901 invånare (2011) och en landarea på 12,7 km².